# Казачество в Российской империи
Казачество в Российской империи — особое военное сословие, существовавшее в Российской империи, под которым, прежде всего, понималось казачество, появившееся на Дону, Кубани, Нижнем Поволжье и Урале.
Первое официальное упоминание в российских источниках «казаков» относится к XVI веку: в частности, в грамоте ногайского князя Юсуфа русскому царю Ивану Грозному. В грамоте, датированной 1550 годом, князь пишет: «Холопи твои, нехто Сарыазман словет, на Дону в трех и в четырёх местах городы поделали, да наших послов и людей наших, которые ходят к тебе и назад, стерегут, да забирают, иных до смерти бьют… Этого же году люди наши, исторговав в Руси, назад шли, и на Воронеже твои люди — Сары азманом зовут — разбойник твой пришел и взял их». Историки, опираясь на российские источники, не пришли к единому мнению о происхождении казаков; единственное, что можно достоверно утверждать о происхождении казаков, это то, что казачество возникло в зоне контактов различных этносов.
В 1990-х годах в России создаются общественные организации (казачьи общества) с наименованиями казачьих организаций, существовавших в Российской империи. Казачество в Российской Федерации в деятельности современных казачьих обществ использует также существовавшие в Российской империи символику, казачьи чины, наградную систему и иные традиционные атрибуты.

## Дон
Донски́е казаки́ или донцы́, донско́е каза́чье во́йско — самое многочисленное из казачьих войск Российской империи.
Размещалось на отдельной территории, называющейся Область Войска Донского, которая занимала часть современных Луганской и Донецкой областей Украины, а также Ростовской, Волгоградской, Воронежской областей.
Историческое название связано с рекой Дон (бассейн Азовского моря).
До 1708 года донское казачество было организованной структурой, абсолютно независимой от окружающих государств. После подавления в 1708 году Булавинского восстания Петром Первым территория донского казачества была официально включена в Российскую империю.
Не всегда просто складывались отношения донских казаков с Русским государством и позднее. Не последнюю роль в этом играл вопрос религии. Официально Донское казачество относилось к традиционному православию, хотя, даже на 1903 год минимум 150.000 из двух с половиной миллионов прихожан Донской епархии принадлежали к старообрядцам, а 30 000 казаков-калмыков тринадцати калмыцких станиц Сальского округа исповедовали буддизм. Так например атаман Матвей Платов был представителем поповского течения старообрядчества.
Впрочем, казаки частично сохранили свои привилегии в новом статусе, отстаивая их перед имперскими властями, примером чего может служить Есауловский бунт 1792−1794 годов.

## Кавказ
С 1520 года на Кавказе проживали Гребенские и Терские казаки. С 1692 года упоминаются Кубанские казаки. В 1770—1777 годах на Кавказ было переселено Волжское казачье войско, а с 1777 года началось переселение на Кавказ Хопёрских казаков. В 1792 году на Кубань переселено Черноморское казачье войско, с 1860 — в составе Кубанского (ранее — Кавказское) казачьего войска.

## Донбасс
С XVI века на территории нынешнего Донбасса на основе донских и слободских казаков формируется ряд новых казачьих обществ: Бахмутские казаки, Маяцкие казаки, Торские казаки. Во второй половине XVII века неподалёку от реки Лугани донскими казаками был основан городок Луганский — современная Станица Луганская.

## Поволжье
С 1556 года начинается формирование Астраханского казачества, в 1750 году сформирован Астраханский казачий полк, в 1817 году образовано Астраханское казачье войско. Волжское казачье войско официально учреждено в 1734 году, в 1777 году основная часть войска отправлена на Кавказ, где была присоединена к терским казакам, а из оставшейся части был образован Волжский казачий полк, который в 1804 году был присоединён к астраханскому казачеству.

## Урал

### Яицкие казаки
Первое официальное упоминание о пребывании казаков на реке Яик относится к 1584 году когда несколько сотен донских казаков под руководством атаманов Матвея Мещеряка и Барабоши обосновались на берегах реки Яик(Урал) по берегам которой кочевала Ногайская орда. В «Истории Пугачевского бунта» под редакцией Пушкина А. С. собраны устные предания яицких казаков об их появлении на Яике. В частности там говорится о том что казаки появились на Яике под руководством атамана Гугни и были они с Дона. Вначале они отбивали у окружавшей их Ногайской орды женщин, а в случае выступления в поход убивали прижитых ими детей от женщин, а женщин бросали, чтобы не привязываться к земле. Но атаман Гугня первым нарушил запрет и пощадил свою женщину, вследствие чего остальные казаки последовали его примеру и осели на Яике. До 19 века казачки ставили в церквях свечки в память о бабке Гугнихе. Основными занятиями яицких казаков были рыболовство, добыча соли, охота и набеги за добычей и «ясырем» на окружающие народы. Набеги были как успешными, так и крайне неудачными. Так например упоминаются походы двух яицких атаманов, Нечая и Шамая. Первый, набрав вольницу, отправился в Хиву, в надежде на богатую добычу. Счастие ему благоприятствовало. Совершив трудный путь, казаки достигли Хивы. Хан с войском своим находился тогда на войне. Нечай овладел городом без всякого препятствия; но зажился в нём и поздно выступил в обратный поход. Обремененные добычею, казаки были настигнуты возвратившимся ханом и на берегу Сыр-Дарьи разбиты и истреблены. Не более трех возвратилось на Яик с объявлением о погибели храброго Нечая. Несколько лет после другой атаман, по прозванию Шамай, пустился по его следам. Но он попался в плен степным калмыкам, а казаки его отправились далее, сбились с дороги, на Хиву не попали и пришли к Аральскому морю, на котором принуждены были зимовать. Их постигнул голод. Несчастные бродяги убивали и ели друг друга. Большая часть погибла. Остальные послали наконец от себя к хивинскому хану просить, чтоб он их принял и спас от голодной смерти. Хивинцы приехали за ними, забрали всех и отвели рабами в свой город. Там они и пропали, Шамай же, несколько лет после, привезен был калмыками в яицкое войско, вероятно для размена. С тех пор у казаков охота к дальним походам охладела. Они мало-помалу привыкли к жизни семейной и гражданственной. Впервые в совместный с регулярной армией поход в Хиву яицкие казаки отправились с экспедицией князя Бековича-Черкасского в 1714—1717 годах. Яицкие казаки составляли 1500 человек из четырёхтысячного отряда, отправившегося из Гурьева вдоль восточного берега Каспия к Аму-Дарье. Поход, бывший одной из авантюр Петра I, сложился крайне неудачно. Более четверти из состава отряда погибли из-за болезней, жары и жажды, остальные либо погибли в боях, либо пленены и казнены, в том числе и начальник экспедиции. К яикским берегам смогли вернуться лишь около сорока человек.
После поражения астраханский генерал-губернатор Татищев решил вывести воинские гарнизоны с Яика. Но казаки смогли убедить царское правительство оставить Яик под своим контролем, взамен обещали за свой счёт обустроить границу. Началось строительство крепостей и форпостов вдоль всего Яика. С этого времени началась пограничная служба яицкого войска, время вольных набегов закончилось.
Впоследствии, после подавления русскими войсками под руководством Суворова восстания Пугачева в котором яицкое казачество приняло активное участие, в 1775 году Екатерина II издала указ о том, что в целях полного предания забвению случившейся смуты Яицкое войско переименовывается в Уральское казачье войско, Яицкий городок в Уральск (был переименован и ещё целый ряд населённых пунктов), даже река Яик была названа Уралом. Уральское войско окончательно утратило остатки былой автономии.
В ходе Гражданской войны 1917—1921 годов уральское казачество поддержавшее Белое движение было ликвидировано и упразднено Советской властью. Большинство уральских казаков были физически ликвидированы или оказались в числе белоэмигрантских беженцев в Иране, Маньчжурии и Китае.

### Оренбургские казаки
Оренбургское казачье войско ведёт начало от основанного в 1574 году Уфимского укрепления. С начала XVIII века для усиления этой линии к югу от неё были построены Алексеевское и Сергиевское укрепления и в них была переведена часть Самарских городовых казаков и потомков смоленской шляхты. Яицкие казаки основали в 1725 году Сакмарский городок. В 1732 году параллельно старой линии была построена Новая Закамская линия по реке Сок, которая была заселена ландмилиционными полками, формировавшимися из однодворцев и части городовых казаков старой линии. С переходом в 1734 году в русское подданство киргиз-кайсаков Малой и Средней орды, на реке Орь были построены крепость и город Оренбург. В следующем году началась постройка укреплений с севера, со стороны Сибири. К 1739 году все земли, населённые башкирами, оказались окруженными кольцом укрепленных городков. Самарские, Алексеевские и Уфимские казаки были переведены в Оренбург, а весь край стал заселяться, наряду с городовыми служивыми казаками, малороссийскими казаками, ссыльными, в том числе, запорожскими казаками, беглыми и приглашёнными «инородцами» (татары, кряшены, нагайбаки, калмыки, мещеряки, тептяри и т. п.) и охотниками из городовых дворян. Казаки исетской провинции образовали Исетское казачье войско, в 1803 году включённое в состав Оренбургского.

## Сибирь и Семиречье
Со времён похода Ермака в 1582 году ведёт своё начало Сибирское казачье войско (Сибирь и Казахстан) и Енисейское казачье войско. С 1847 года сибирские казаки осваивали Семиречье, и в 1867 году на основе IX и X полков Сибирского казачьего войска было сформировано Семиреченское казачье войско (Казахстан и Киргизия). В 1816 году образовано Иркутское казачье войско.

## Дальний Восток
Первопроходцами Дальнего Востока были казаки, которые не только раздвинули пределы Русского Царства на Востоке, но и сформировали самобытные культурные традиции. Среди них можно выделить нескольких войсковых групп — амурских, забайкальских, уссурийских, камчатских и якутских казаков.

## Центральная Россия

### Северщина
Севрюки (сиврюки, реже севруки, позже саяны) — потомки северян, в Московском государстве с конца XVI века считались служивым сословием из Северской земли. Проживали на территории современных Украины и России (нынешние Белгородская, Брянская, Курская, Орловская области), в бассейнах рек Десны, Ворсклы, Сейма, Сулы, Быстрой Сосны, Оскола и Северского Донца. Упоминаются в письменных источниках с конца XV до XVII века.
В XV—XVII веках севрюки представляли собой военизированное пограничное население, охранявшее границы смежных частей Польско-Литовского и Московского государств. Судя по всему, они были во многом похожи на ранних запорожских, донских и других подобных казаков, обладали некоторой автономией и общинной военной организацией.
Как представители служилого люда (казаки), севрюки упоминаются ещё в начале XVII века, в эпоху Смутного времени, когда они поддержали восстание Болотникова, так, что война эта довольно часто называлась «севрюковской». Московские власти отвечали карательными операциями, вплоть до разгрома некоторых волостей. После завершения смуты севрюкские города Севск, Курск, Рыльск и Путивль подверглись колонизации из Центральной России.
После раздела Северской земли по соглашениям Деулинского перемирия (1619), между Русским царством и Речью Посполитой имя севрюков практически исчезает с исторической арены. Западная часть Северской земли подвергается активной украинской экспансии, северо-восточная заселяется служилыми людьми и крепостными из Русского царства. Большая часть северских казаков перешла в положение крестьянства, некоторые влились в запорожское казачество. Некоторая часть переселились на Нижний Дон.

### Другие центральные регионы
С XV века в подмосковной деревне Заборье существовало Заборьевское землячество с традициями казачества — военные поселенцы, на которых не распространялось крепостное право. В XV—XVII веках на территорию Центральной России (Звенигород, Серпухов, Тула, Рязань и др.) властями для несения службы в качестве городовых казаков переселялись целые отряды казаков с Дона, Яика, Волги и Терека, которые пополнялись вольными людьми из местного населения, за которых поручались старослужащие казаки. В XVII веке в Москве была Казачья слобода. На территории нынешней Воронежской области в 1652—1765 гг. существовал Острогожский слободской казачий полк. Хопёрские казаки проживали на землях, сегодня относящихся к двум федеральным округам: Приволжскому и Центральному (Воронежская и Тамбовская области). В 1769—1775 гг. в составе Московского легиона существовала казачья команда.